# Čertova voda (Bavorský les)
Čertova voda (německy Teufelsbach) je  zdrojnice horního toku Saussbachu v povodí Dunaje. Pramení v nadmořské výšce kolem 1165 m několik metrů západně od česko–německé hranice. U Bučiny přetíná  cestu, která vede mezi Finsterau a Bučinou a která pokračuje na Kvildu. Dále Čertova voda teče jihovýchodním směrem a tvoří v délce 4,79 km česko–německou státní hranici. Přes zvláštní kanál napájí vodní nádrž Teufelsbachklause, jejíž vodní plocha je asi 1000 metrů čtverečních.. Opouští hranici u Hammerklause a teče přes Teufelsklamm do Waldmühle. Tam se spojuje s Rothbachem přicházejícím zprava. Výsledný potok Saussbach, někdy také nazývaný Sausswasser, teče ve směru potoka Rothbach.